# 天然家族 みにっつめいど
『天然家族みにっつめいど』 （てんねんかぞく - ）は、高雄右京による日本の漫画作品。幻冬舎コミックスの漫画雑誌『コミックバーズ』にて連載された。単行本は同社バーズコミックスにて全4巻。

## あらすじ
父親が行方不明中のあきはは、小学生ながら一人で生活しているしっかり者。父は事故死したものと思って、それでも明るく毎日を過ごしている。そんなあきはの元に突然、猫耳つきメイド姿のたまがやってきた!
あきはの父親が事故にあった瞬間、一緒にいたというたまは、あきはの家のお手伝いさんとして住み込みはじめる。実は彼女は科学者であるあきはの父親が作った改造人間であった。更には改造人間である、たまの秘密を狙う怪しげな人物が続々と家にやってきて、あきはの受難の日々が始まる…。

## 登場人物
秋葉原あきは
主人公。小学生。
吉祥寺たま
猫耳メイド姿の、猫と人間の遺伝子結合による改造人間。
シューミィ
あきはの父が製作したミクロサポートロボット。
中野青葉
あきはの幼なじみ
秋葉原博士
あきはの父親。

## 書籍情報
- 高雄右京『天然家族みにっつめいど』 幻冬舎コミックス〈バーズコミックス〉全4巻
  1. 2005年9月24日、ISBN 9784344806245。
  2. 2006年9月22日、ISBN 9784344808072。
  3. 2007年3月24日、ISBN 9784344809420。
  4. 2007年12月22日、ISBN 9784344811645。